# Peter D. Stachura
Peter Desmond Stachura (* 2. August 1944 in Galashiels) ist ein britischer Historiker.

## Leben und Tätigkeit
Stachura wurde als Sohn eines polnischen Flüchtlings – eines Angehörigen der polnischen Armee, der sich nach der deutschen Besatzung Polens in den Westen durchschlug und während des weiteren Verlaufs des Krieges der zu den britischen Streitkräften gehörenden polnischen Exilantenarmee angehörte – in Großbritannien geboren. Nach dem Schulbesuch studierte er Geschichtswissenschaften an der St. Mirins RC Academy in Paisley, an der Glasgow University und der East Anglia University. In Glasgow erwarb er 1967 einen Master-Abschluss und in East Anglia 1971 seinen PhD-Abschluss. Von 1970 bis 1971 war er als Forschungsstipendiat (Research Fellow) am Institut für Europäische Geschichte in Mainz tätig. 
Von 1971 bis 1983 war Stachura Lecturer (Dozent) an der Stirling University. 1983 erhielt er dort eine Stellung als Reader. Im Jahr 2000 wurde er außerdem zum Direktor des an der Stirling University eingerichteten Zentrums für Polnische Geschichte (Centre for Polish History) ernannt.
Stachuras Forschungsschwerpunkte waren in den 1970er und 1980er Jahren die Frühgeschichte der nationalsozialistischen Bewegung und Partei sowie die Sozialgeschichte der Weimarer Republik. So veröffentlichte er zu dieser Zeit eine Biographie über den Reichsorganisationsleiter der NSDAP Gregor Strasser sowie Monographien über die Hitlerjugend bzw. die deutsche Jugendbewegung im Allgemeinen und über das Problem der Arbeitslosigkeit in der Weimarer Republik. Seit den 1990er Jahren widmete er sich hauptsächlich der polnischen Geschichte des 20. Jahrhunderts und speziell der polnischen Geschichte von 1919 bis 1945 sowie der Geschichte der polnischen Emigranten in Großbritannien und insbesondere Schottland.
Stachura ist verheiratet mit Kay Higgins und hat einen Sohn.

## Schriften
- Nazi Youth in the Weimar Republic, 1975.
- The Weimar Era and Hitler. A Critical Bibliography, ...
- The Shaping of the Nazi State, London 1978.
- DER KRITISCHE WENDEPUNKT? DIE NSDAP UND DIE REICHSTAGSWAHLEN VOM 20. MAI 1928 (VfZ 1978, Heft 1, S. 66–99)
- „Der Fall Strasser. Gregor Strasser, Hitler and National Socialism 1930–1932“, in: Ders.: The Shaping of the Nazi State, 1978, S. 88–126.
- The German Youth Movement, 1900-1945. An interpretative and documentary History, 1981.
- Gregor Strasser and the Rise of  Nazism, London 1983.
- Unemployment and the Great Depression in Weimar Germany, New York 1986.
- The Weimar Republic and the younger Proletariat, Houndmills 1989.
- Themes of Modern Polish History, 1992.
- Political Leaders in Weimar Germany, New York 1993.
- Poland Between the Wars, 1998.
- Poland in the Twentieth Century 1999.
- Perspectives on Polish History, 2001.
- The Poles in Britain 1940-2000. From Betrayal to Assimilation, 2003.